# Selección de hockey sobre hielo de Eslovaquia
La selección de hockey sobre hielo de Eslovaquia, es el equipo masculino de hockey sobre hielo representativo de Eslovaquia. Es controlada por la Federación de hockey sobre hielo de Eslovaquia. Consiguió medalla de bronce en los Juegos Olímpicos de Pekín 2022.

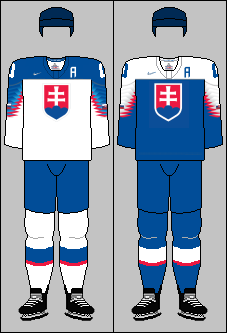
Uniformes de Eslovaquia en los Juegos Olímpicos de 2022.

## Participaciones internacionales

### Juegos Olímpicos
| Año                             | Resultado               | Resultado               | Resultado               | Resultado               |
| ------------------------------- | ----------------------- | ----------------------- | ----------------------- | ----------------------- |
| Amberes 1920 a Albertville 1992 | Parte de Checoslovaquia | Parte de Checoslovaquia | Parte de Checoslovaquia | Parte de Checoslovaquia |
| Lillehammer 1994                | 6° lugar                | 6° lugar                | 6° lugar                | 6° lugar                |
| Nagano 1998                     | 10° lugar               | 10° lugar               | 10° lugar               | 10° lugar               |
| Salt Lake City 2002             | 13° lugar               | 13° lugar               | 13° lugar               | 13° lugar               |
| Turín 2006                      | 5° lugar                | 5° lugar                | 5° lugar                | 5° lugar                |
| Vancouver 2010                  | 4° lugar                | 4° lugar                | 4° lugar                | 4° lugar                |
| Sochi 2014                      | 11° lugar               | 11° lugar               | 11° lugar               | 11° lugar               |
| Pyeongchang 2018                | 11° lugar               | 11° lugar               | 11° lugar               | 11° lugar               |
| Pekín 2022                      | Tercer lugar            | Tercer lugar            | Tercer lugar            | Tercer lugar            |
| Totales                         |                         |                         |                         |                         |
| Participaciones                 | Oro                     | Plata                   | Bronce                  | Total                   |
| 8                               | 0                       | 0                       | 1                       | 1                       |